# Кирхшлегер, Рудольф
Рудольф Кирхшлегер (нем. Rudolf Kirchschläger; 20 марта 1915, Нидеркаппель, Верхняя Австрия, Австро-Венгрия — 30 марта 2000, Вена, Австрия) — австрийский политик, дипломат. Президент Австрии в 1974—1986 годах.

## Ранняя биография
Родился в семье бывшего органиста, затем весовщика на бумажной фабрике. Осиротел в возрасте 11 лет. Он окончил гимназию в Хорне с отличием и начал изучать право в Венском университете, был членом Отечественного фронта. После аншлюса Австрии в 1938 году отказался вступать в НСДАП, за что был лишён государственной стипендии и, не имея средств, чтобы оплачивать свою учёбу, пошёл работать банковским клерком, однако в 1939 году был призван на службу в пехотные войска вермахта.
В 1940 году воспользовался двухмесячным отпуском для подготовки к последним экзаменам по праву. Успешно выдержал экзамены, затем получил степень доктора права, но был возвращён в войска. С 1941 года воевал на Восточном фронте, был командиром роты. Как вспоминал сослуживец будущего президента Йозеф Виммер, в самые первые часы войны в Бресте Кирхшлегер принял командование ротой в 45-й пехотной дивизии. Был дважды серьёзно ранен, к концу войны в звании гауптмана служил инструктором по тактике в Терезианской военной академии. 1 апреля 1945 года под Эрлахом, будучи командиром сводного подразделения фанен-юнкеров и фольксштурма, вступил в бой против наступающих советских войск, в котором менее чем за час потерял убитыми около 200 и ранеными несколько сотен человек, сам получил тяжёлое ранние в ногу, которое никогда не позволило ему полностью восстановиться.

## После Второй мировой войны
После окончания войны в 1947—1954 годах работал судьёй в окружных судах Хорна, Лангенлойса, а потом Вены. В 1954 году получил должность эксперта по правовым вопросам в Министерстве иностранных дел в качестве, хотя не знал ни одного иностранного языка. Для того, чтобы участвовать в переговорах по Декларации о независимости Австрии, всего за несколько месяцев выучил английский язык. В 1956 году поступил на высшую дипломатическую службу и стал начальником отдела международного права МИД. Работал заместителем генерального секретаря МИД в 1962—1968 годах.
С 1967 по 1970 год был послом в Праге. Проявил себя во время Пражской весны: несмотря на распоряжение отказывать гражданам Чехословакии в выдаче виз, выдавал штатные выездные визы для желающих уехать из страны.
В 1970—1974 годах — министр иностранных дел в социал-демократическом правительстве. После военного переворота в Чили 11 сентября 1973 поручил австрийскому посольству в Сантьяго предоставлять убежище чилийским беженцам.
Являясь беспартийным, был выдвинут Социалистической партией и избран президентом страны 23 июня 1974 года, получив 51,66 % голосов. 27 апреля 1980 года был переизбран, получив почти 80 % голосов — наивысший показатель в истории Австрии (кандидат АПС Вильфред Гредлер собрал около 17 %, лидер неонацистской НДП Норберт Бургер — немногим более 3 %).
Во время его президентства в 1976 году Австрия приняла XI зимние Олимпийские игры в Инсбруке, а также была организована и проведена встреча глав СССР и США Л. И. Брежнева и Джимми Картера, 18 июня 1979 года подписавших в Вене соглашение об ограничении стратегических ядерных вооружений.
В 1989—1993 годах был президентом фонда Pro Oriente, основанного кардиналом Францем Кёнигом и занимавшегося, в основном, контактами между католической и православной церквями и посредническими миссиями.
Умер от сердечного приступа 30 марта 2000 года. Похоронен в президентском склепе церкви святого Карла Борромео на Центральном кладбище Вены. 
С 17 августа 1940 года до своей смерти был женат на Херме Зоргер (1916–2009), имел двоих детей — дочь Кристу (р. 1944) и сына Вальтера (р. 1947). 

## Память
- Портрет Рудольфа Кирхшлегера помещён на почтовой марке номиналом 4 австрийских шиллинга, выпущенной Австрийской почтой в 1980 году к его 65-летию.
- В 2003 году установлена мемориальная доска на летнем доме в Розенбурге (община Розенбург-Мольд), где в 1964-2000 годах проживали супруги Кирхшлегер.
- В 2008 году именем Рудольфа Кирхшлегер названа площадь нем. Rudolf-Kirchschläger-Platz в Вене.